# آليانا جارسيا مينديز
آليانا جارسيا مينديز (بالإسبانية: Alina Garciamendez)‏ (و. 1991  م) هي لاعبة كرة قدم من المكسيك، والولايات المتحدة، ولدت في لوس غاتوس، سانتا كلارا، كاليفورنيا، مركز لعبها هو مُدَافِعَة.

## التعليم
تعلمت في جامعة ستانفورد.

## روابط خارجية
- آليانا جارسيا مينديز على موقع الاتحاد الدولي (مؤرشف)  (الإنجليزية)
- آليانا جارسيا مينديز على موقع الاتحاد الأوربي (الإنجليزية)
- آليانا جارسيا مينديز على موقع قاعدة بيانات كرة القدم.إي يو (الإنجليزية)
- آليانا جارسيا مينديز على موقع Soccerway.com (الإنجليزية)
- آليانا جارسيا مينديز على موقع عالم كرة القدم.نت (الإنجليزية)